# Антимакасар

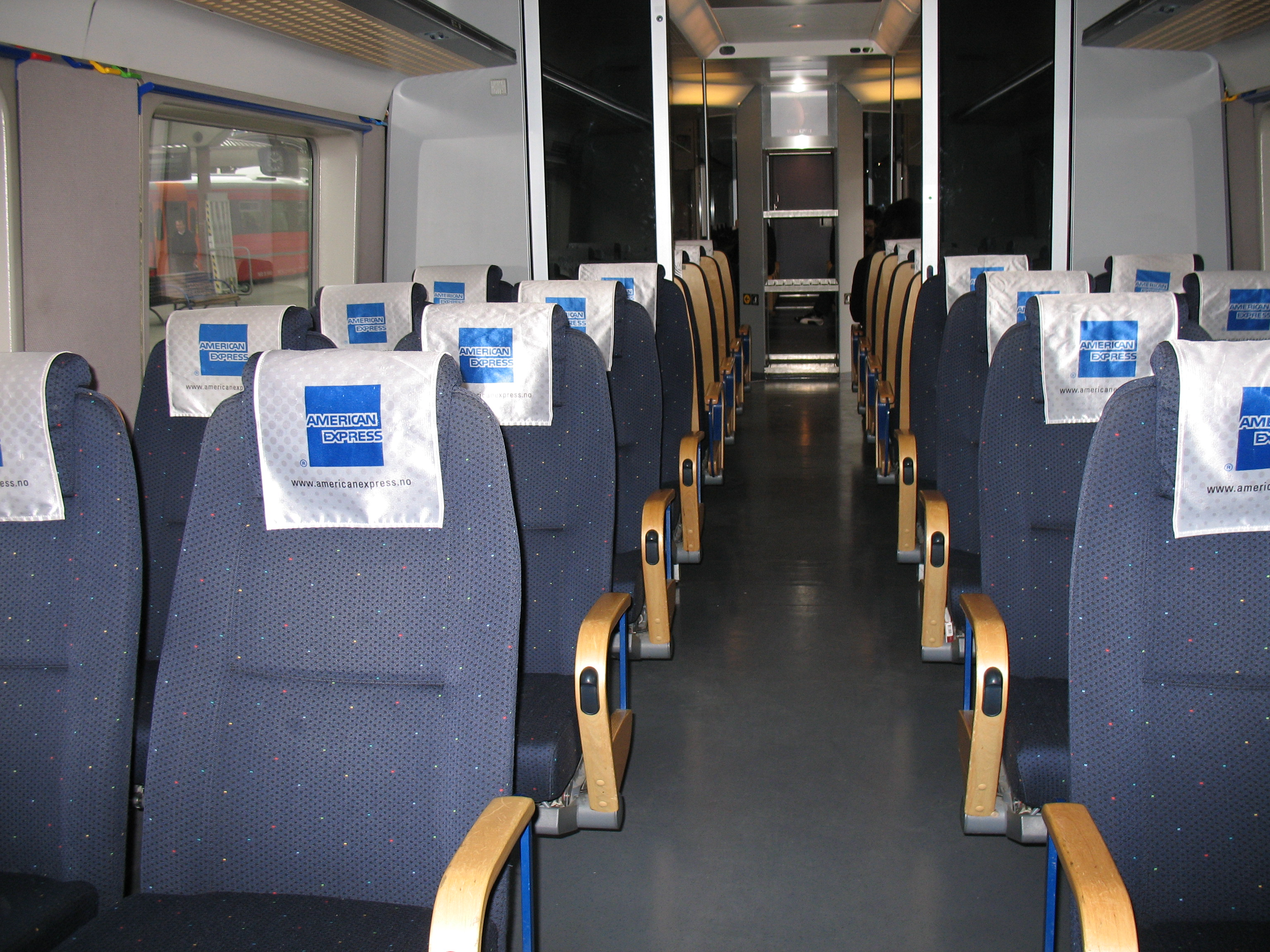
Антимакасари на підголівниках сидінь в залізничному вагоні

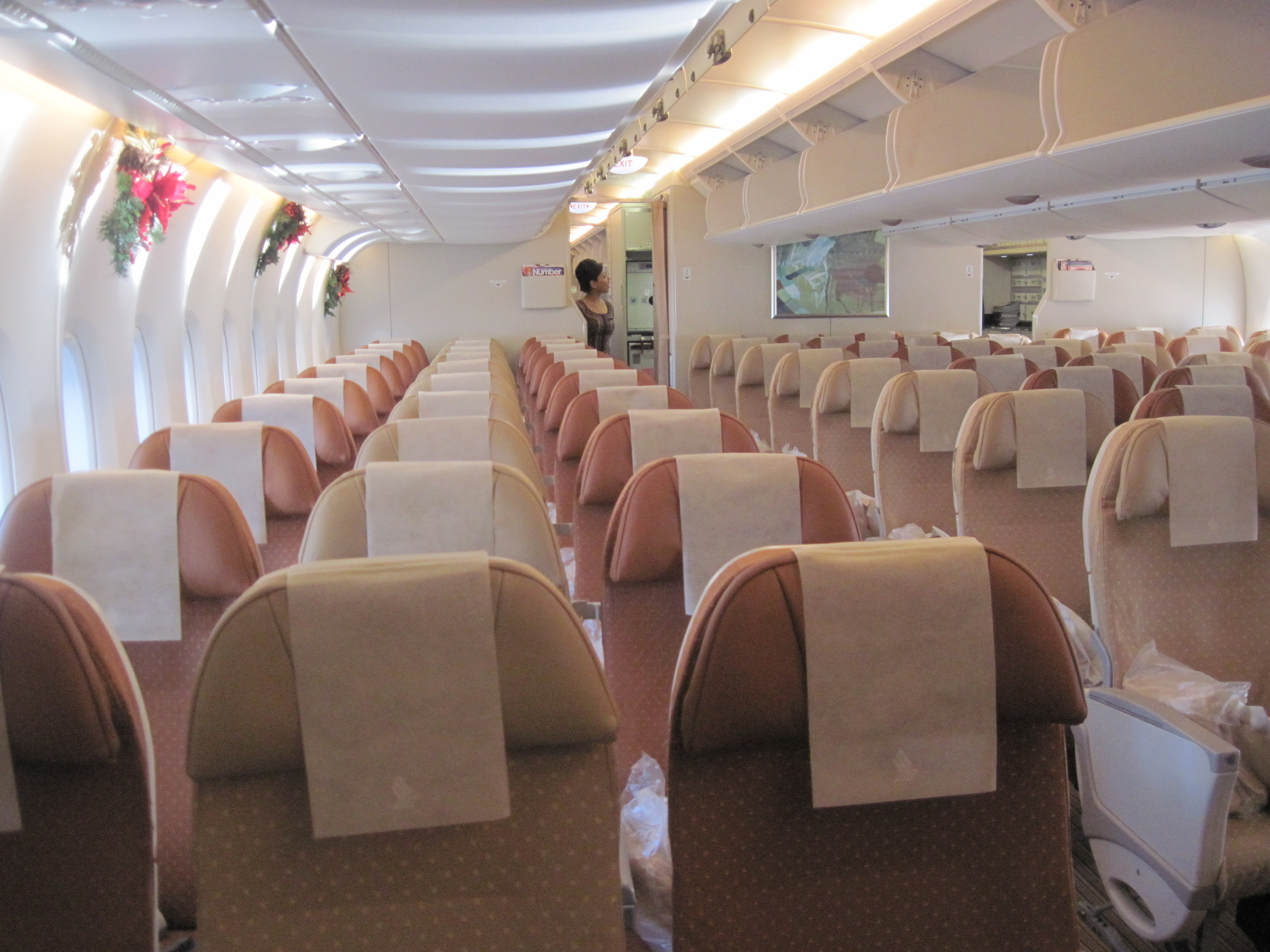
Антимакасари на сидіннях в салоні Аеробус A380

Антимакасар — тканинна або паперова серветка різної величини і форми (частіше прямокутної), яка кладеться на спинки та підлокітники м'яких диванів і крісел, щоб запобігти забрудненню оббивки меблів. Назва походить від макасарової олії, якою чоловіки вікторіанської Англії укладали зачіски. Вона була настільки жирною, що для захисту меблів від неї на меблі надягали спеціальну матерію — антимакасар.

## Історія
На початку XIX століття в Англію імпортувалася олія з острова Сулавесі (зараз Індонезія). Головне місто острова називається Макасар, і по його назві стали стало іменувати макасарською. Сама вона добувалася з плодів дерева шлейхера трипарна. В Англії його ароматизували і продавали як корисну мазь для волосся, а також рекламували як засіб від облисіння.
Олія стала популярно у чоловіків, які стали змащувати їм волосся для фіксації зачіски (надалі з цієї отримали бріолін). В міру поширення моди на цю мазь господині будинків стали накривати спинки м'яких меблів, яких торкалися голови, шматками недорогої тканини. Спочатку мета була одна — уберегти дорогу оббивку від незмивних плям олії, але незабаром в'язані та саморучно вишиті деколи з шовку або вовни накидки стали також своєрідною прикрасою, гордістю рукодільниць. Приблизно з 1850 року такі накидки стали називати антимакасарами. А з 1865 року ними стали накривати і спинки крісел в театрах.
В даний час антимакасари зазвичай використовують на підголівниках сидінь літаків, поїздів та автобусів.